# Хафез ал-Асад
Ха̀фез ал-А̀сад (на арабски: حافظ الأسد) е сирийски държавник, военен офицер и революционер, 18-и президент на Сирия от 1971 г. до смъртта си през 2000 г. Преди това е министър-председател на Сирия от 1970 до 1971 г., както и регионален секретар на регионалното командване на сирийския регионален клон на арабската социалистическа партия Баас и генерален секретар на Националното командване на партията Баас от 1970 г. до 2000 г. 
Той е ключов участник в сирийския държавен преврат от 1963 г., който води сирийския регионален клон на Арабската социалистическа партия Баас на власт в страната. Новото ръководство назначава Хафез за командир на сирийските военновъздушни сили. През февруари 1966 г. той участва във втори преврат, който сваля традиционните лидери на партията Баас. Хафез е назначен за министър на отбраната от новото правителство. Четири години по-късно той инициира трети преврат, който сваля де факто лидера Салах Джадид, и назначава себе си за лидер на Сирия. Хафез налага различни промени в правителството на Баас, когато поема властта. Той подчинява държавния социализъм на смесен икономически модел и защитава частната собственост. Също така изоставя реториката за износ на „социалистическа революция“ чрез укрепване на външните отношения на Сирия със страни, които неговият предшественик смята за реакционни. Хафез застава на страната на Съветския съюз и Източния блок по време на Студената война в замяна на подкрепа срещу Израел и докато изоставя панарабската концепция за обединяване на арабския свят в една арабска нация, се опитва да нарисува Сирия като защитник на палестинците срещу Израел.
При идването си на власт организира държавата по сектантски принцип: сунитите и неалавитите стават фигуративни ръководители на политически институции, докато алавитите поемат контрола върху армията, разузнаването, бюрокрацията и апаратите за сигурност. Правомощията на Баас за вземане на решения, които преди това са колегиални, са намалени и дадени на сирийския президент. Сирийското правителство престава да бъде еднопартийна система в нормалния смисъл на думата и е превърнато в еднопартийна диктатура със силно президентство. За да се поддържа тази система, президентът и партията Баас създават култ към личността, съсредоточен върху Хафез и семейството му. Култът към личността на семейство Ал-Асад е интегриран с доктрината на Баас, за да оформи официалната идеология на държавата. Хафез нарежда намесата в Ливан през 1976 г., което води до сирийската окупация на Ливан. По време на управлението си той смазва ислямисткото въстание, водено от сирийските бунтовници от Мюсюлманското братство, чрез поредица от репресии, кулминиращи в клането в Хама през 1982 г.
След като консолидира личната си власт над сирийското правителство, той започва да търси наследник. Първият му избор е брат му Рифат, който обаче се опитва да завземе властта през 1983–1984 г., когато здравето на Хафез е под съмнение. Впоследствие Рифат е заточен, когато здравето на Хафез се възстановява. Следващият избор на наследник на Хафез е най-големият му син Басил. Басил обаче загива в автомобилна катастрофа през 1994 г. и Хафез се обръща към по-малкия си син Башар, който по това време няма политически опит. Ходът да назначи член на собственото му семейство за негов наследник е посрещнат с критики в някои кръгове на сирийската управляваща класа, но Хафез продължава с плана си и понижава служители, които се противопоставят на това наследяване. Той умира през 2000 г. и Башар го наследява като президент. При неговото управление страната изпада в гражданска война.

## Биография

### Семейство
Хафез е роден на 6 октомври 1930 г. в град Кардаха в алавитско семейство от племето Калбия. Неговият дядо по бащина линия Сюлейман ал-Уахиш получава прозвището ал-Вахиш („див звяр“) поради силата си. Родителите на Хафез ал-Асад са На'са Шалиш и Али Сюлейман ал-Асад. Баща му се жени два пъти и има единадесет деца. Хафез е деветият му син и четвъртият от втория му брак. До 1920 г. Али е уважаван на местно ниво и първоначално се противопоставя на френския мандат в Сирия, установен през 1923 г. Въпреки това той по-късно сътрудничи на френската администрация и е назначен на официален пост. Местните жители го наричат "ал-Асад" (лъвът) заради неговите постижения и през 1927 г. той прави прякора си свое фамилно име. През 1936 г. е един от 80-те алавитски знатни личности, които подписват писмо, адресирано до министър-председателя на Франция, в което се посочва, че „[народът] на алавитите отхвърля привързаността към Сирия и желаят да останат под френска защита“.

### Образование и ранна политическа кариера
Първоначално алавитите се противопоставят на обединената сирийска държава (тъй като смятат, че статутът им на религиозно малцинство ще ги застраши) и бащата на Хафез споделя това убеждение. След като французите напускат Сирия през 1946 г., много сирийци не се доверяват на алавитите поради тяхното присъединяване към Франция. Хафез напуска родния си град и започва образованието си на 9-годишна възраст в доминираната от сунити Латакия. Той става първият в семейството си, който учи в гимназия, но в Латакия се сблъсква с антиалавитските настроениея на сунитите. Той е отличен ученик, печелейки няколко награди на около 14-годишна възраст. Живее в бедна, предимно алавитска част на Латакия и за да се вмести, се обръща към политическите партии, които приветстват алавитите. Тези партии (които също подкрепят секуларизма) са Сирийската комунистическа партия, Сирийската социална националистическа партия и Арабската партия Баас. Хафез се присъединява към Баас през 1946 г., която  поддържа панарабска, социалистическа идеология.
Хафез се оказва предимство за партията, като организира студентски клетки на Баас и пренася посланието на партията в бедните части на Латакия и в алавитските села. На нея се противопоставя Мюсюлманско братство, което се съюзява с богатите и консервативни мюсюлмански семейства. В гимназията на Хафез учат ученици от богати и от бедни семейства и той се присъединява към бедните и настроени срещу системата сунитски мюсюлмански младежи от партията Баас в конфронтация с учениците от богатите семейства на Братството. Той намира много приятели сунити, някои от които по-късно стават негови политически съюзници. Като младеж Хафез става все по-известен в партията като организатор и вербовчик, ръководител на комисията по въпросите на учениците в своето училище от 1949 до 1951 г. и президент на Съюза на сирийските ученици. По време на политическата си активност в училище той се запознава с много хора, които по-късно ще му служат, когато става президент.

### Кариера във военновъздушните сили: 1950 – 1958 г.
След като завършва гимназия, Хафез желае да стане лекар, но баща му не може да му  плати обучението в Йезуитския университет „Свети Йосиф“ в Бейрут. Вместо това през 1950 г. той решава да се присъедини към сирийските въоръжени сили. Хафез влиза във  Военната академия на Хомс, която предлага безплатна храна, квартира и стипендия. Той иска да лети и влиза в летателната школа в Халеб през 1950 г. Завършва  ипрез 1955 г., след което е назначен за лейтенант в сирийските военновъздушни сили. След завършване печели трофея за най-добър летец и малко след това е назначен във въздушната база Мезе близо до Дамаск. Той се жени за Аниса Махлуф през 1957 г., която е далечна роднина на могъщото семейство Махлуф.
През 1955 г. военните се разделят в бунт срещу президента Адиб Шишакли. Хашим ал-Атаси, ръководител на Националния блок и за кратко президент след преврата на Сами ал-Хинауи (19 декември 1949), се връща като президент и Сирия отново е под цивилно управление. След 1955 г. контролът му върху страната става все по-нестабилен. В резултат на изборите през 1955 г. той е заменен от Шукри ал-Куватли, който е бил президент преди независимостта на Сирия от Франция. Партията БААС се сближава с комунистическата партия не поради споделената идеология, а поради споделената опозиция срещу  Запада. В академията Хафез се запознава с Мустафа Тлас, неговия бъдещ министър на отбраната.
През 1955 г. Хафез е изпратен в Египет за още шест месеца обучение. Когато Гамал Абдел Насер национализира Суецкия канал през 1956 г., Сирия се страхува от отмъщението на  Обединеното кралство и Хафез участва в мисия за противовъздушна отбрана. Той е сред сирийските пилоти, които летят до Кайро, за да покажат ангажимента на Сирия към Египет. След като завършва курс в Египет през следващата година, той  се връща в малка военновъздушна база близо до Дамаск. По време на Суецката криза той също лети на разузнавателна мисия над Северна и Източна Сирия. През 1957 г., като командир на ескадрила, е изпратен в Съветския съюз за обучение за летене на МиГ-17. Прекарва десет месеца там, през които се ражда дъщеря му, която почива като бебе, докато той е в чужбина.
През 1958 г. Сирия и Египет формират Обединената арабска република (ОАР), като се отделят от Ирак, Иран, Пакистан и Турция (които са в съответствие с Обединеното кралство). Този пакт води до отхвърляне на комунистическото влияние в полза на египетския контрол над Сирия. Всички сирийски политически партии (включително партията Баас) са разпуснати, а висшите офицери - особено тези, които подкрепят комунистите,  са уволнени от сирийските въоръжени сили. Хафез обаче остава в армията и бързо се издига в йерархията. След като достига чин капитан, той е прехвърлен в Египет, където продължава военното си образование при бъдещия президент на Египет Хосни Мубарак.

### До държавния преврат от 1963 г.: 1958 – 1963 г.
Хафез не се задоволява с професионална военна кариера, смятайки я за врата към политиката. След създаването на ОАР лидерът на партията Баас Мишел Афлак е принуден от Насер да разпусне партията. По време на съществуването на ОАР партията Баас преживява криза, за която няколко нейни членове, предимно млади, обвиняват Афлак. За да възкресят сирийския регионален клон на партията, Мохамед Умран, Салах Джадид, Хафез и други създават Военния комитет. През 1957–1958 г. Хафез се издига до доминираща позиция в него, което смекчава прехвърлянето му в Египет. След като Сирия напуска ОАР през септември 1961 г., Хафез и други офицери от Баас са отстранени от армията от новото правителство в Дамаск и той получава второстепенна чиновническа длъжност в Министерството на транспорта.
Хафез изиграва второстепенна роля в неуспешния военен преврат от 1962 г. на Джасем Алван, заради  който е затворен в Ливан и по-късно репатриран. През същата година Афлак свиква 5-ия Национален конгрес на партията Баас (където е преизбран за генерален секретар на Националното командване) и нарежда повторното създаване на сирийския регионален клон на партията. На конгреса Военният комитет (чрез Умран) установява контакти с Афлак и цивилното ръководство. Комитетът поисква разрешение да вземе властта със сила и Афлак се съгласява на заговора. След успеха на държавния преврат в Ирак, воден от Иракския регионален клон на партията Баас, Военният комитет се свиква набързо, за да започне военния преврат на Баас през март 1963 г. срещу президента Назим ал-Кудси (на който Хафез помага с план). Превратът е насрочен за 7 март, но Хафез съобщава за отлагане (до следващия ден) на другите части. По време на преврата той ръководи малка група, за да превземе авиобазата Дюмайр, на 40 км североизточно от Дамаск. Неговата група е единствената, която среща съпротива. Някои самолети в базата получават заповед да бомбардират заговорниците и поради това Хафез побързва да стигне до базата преди зазоряване. Тъй като обаче предаването на 70-та бронетанкова бригада отнема повече време от очакваното, той пристига посред бял ден. Когато Хафез заплашва командира на базата с обстрел, командирът договаря предаване; Хафез по-късно твърди, че базата е можела да устои на силите му.

## Ранно управление на партията Баас: 1963 – 1970 г.

### Лидерство на Мишел Афлак: 1963 – 1966 г.

#### Военно дело
Малко след избирането на Хафез в регионалното командване Военният комитет на Баас му нарежда да укрепи позицията на комитета във военното ведомство. Хафез може би получава най-важната работа от всички, тъй като основната му цел е да сложи край на фракционизма в сирийската армия и да я превърне в монопол на Баас; както той казва, той трябва да създаде „идеологическа армия“. За да помогне с тази задача, той вербува Заки ал-Арсузи, който индиректно (чрез Уахиб ал-Ганим) го вдъхновява да се присъедини към партията Баас, когато е млад. Арсузи придружава Хафез при обиколки на военни лагери, където Арсузи изнася лекции на войниците за баасистката мисъл. В знак на благодарност за работата му Хафез дава на Арсузи държавна пенсия. Хафез продължава своята баасификация на армията, като назначава лоялни офицери на ключови позиции и гарантира, че политическото образование на войските не е пренебрегнато. През този период той демонстрира уменията си като търпелив плановик. Както пише Патрик Сийл, майсторството на Хафез в детайлите „подсказва ума на офицер от разузнаването“.
Хафез ръководи сирийските военновъздушни сили. В края на 1964 г. е назначен за командир на ВВС със звание генерал-майор. Той дава привилегии на офицерите от ВВС, назначава свои доверени лица на висши и чувствителни позиции и създава ефективна разузнавателна мрежа. Разузнаването на ВВС под командването на Мохамед ал-Хули става независимо от другите разузнавателни организации на Сирия и получава задачи извън юрисдикцията на ВВС. Хафез се подготвя за активна роля в борбите за власт, които предстоят.

#### Борба за власт и държавен преврат от 1966 г.
След преврата от 1963 г., на Първия регионален конгрес (5 септември 1963 г.) Хафез е избран в Сирийското регионално командване (най-висшият орган за вземане на решения в Сирийския регионален клон на Баас). Въпреки че не е лидерска роля, това е първата му поява в националната политика; в ретроспекция той казва, че се е позиционирал отляво в регионалното командване. Халид ал-Фалхум, палестинец, който по-късно работи за Организацията за освобождение на Палестина, се среща с Хафез през 1963 г.; той отбелязва, че Хафез е силен левичар, „но очевидно не е бил комунист“, а вместо това е бил отдаден на арабския национализъм.
По време на бунта в Хама през 1964 г. Хафез гласува да го потуши със сила при необходимост. Решението води до разцепление във Военния комитет между Мохамед Умран и Салах Джадид. Умран се противопоставя на силовите методи, като вместо това иска партията Баас да създаде коалиция с други панарабски сили. Джадид желае силна еднопартийна държава, подобна на тези в комунистическите страни в Европа. Хафез, като младши партньор, в началото мълчи, но в крайна сметка се съюзява с Джадид. Защо е избрал да застане на негова страна е широко обсъждано; той вероятно споделя радикалния идеологически възглед на Джадид. Изгубил опората си във Военния комитет, Умран се присъединява към Афлак и Националното командване; той им казва, че Военният комитет планира да вземе властта в партията, като ги изгони. Поради дезертьорството на Умран Рифат ал-Асад (братът на Хафез) наследява Умран като командир на тайната военна сила, натоварена със защитата на лоялните на Военния комитет.
В опита си да завземе властта Военният комитет се съюзява с регионалистите –  група от клетки в Сирийския регионален клон, която отказват да се разпусне през 1958 г., когато й е наредено да го направи. Въпреки че Афлак смята тези клетки за предатели, Хафез ги нарича „истинските клетки на партията“;  това отново подчертава различията между Военния комитет и Националното командване, оглавявано от Афлак. На Осмия национален конгрес през 1965 г. Хафез е избран в Националното командване, който е най-висшият орган за вземане на решения на партията. От позицията си като част от Националното командване Хафез информира Джадид за дейността му. След конгреса Националното командване разпуска Сирийското регионално командване; Афлак предлага Салах ал-Дин ал-Битар за министър-председател, но Хафез и Брахим Макхус се противопоставят на това. Според Патрик Сийл Хафез ненавижда Афлак; той го смята за автократ и десен, обвинявайки го, че е „зарязал“ партията, като е наредил разпускането на Сирийския регионален клон през 1958 г. Хафез, който също не харесва привържениците на Афлак, въпреки това се противопоставя на демонстрацията на сила срещу Афлак. В отговор на предстоящия преврат Хафез, Наджи Джамил, Хюсейн Мулхим и Юсуф Сайг заминават за Лондон.
В държавния преврат от 1966 г. Военният комитет сваля Националното командване. Превратът води до постоянен разкол в движението Баас, появата на Необаасизъм и установяването на два центъра на международното движение Баас: единият доминиран от Ирак, а другият доминиран от Сирия.

### Салах Джадид като лидер: 1966–1970 г.

#### Начало
След преврата от 1966 г. Хафез е назначен за министър на отбраната. Това е първият му пост в кабинета и чрез позицията си той ще бъде изведен в челните редици на сирийско-израелския конфликт. Неговото правителство е радикално социалистическо и се стреми да преустрои обществото от горе до долу. Въпреки че Хафез е радикал, той се противопоставя на стремглавото бързане за промяна. Въпреки длъжността си той има малка власт в правителството и приема повече заповеди, отколкото да издава. Джадид е безспорният лидер по онова време, като избира да остане в офиса на помощник-регионален секретар на сирийското регионално командване, вместо да поеме изпълнителен пост (исторически заеман от сунити).
Нуредин ал-Атаси получава три от четирите висши изпълнителни длъжности в страната: президент, генерален секретар на Националното командване и регионален секретар на Сирийското регионално командване. Постът на министър-председател е даден на Юсуф Зуайин. Салах Джадид (който установява властта си) се съсредоточава върху гражданските въпроси и дава на Хафез фактически контрол над сирийските военни, като не го смята за заплаха.
По време на неуспешния държавен преврат от края на 1966 г. Салим Хатум се опитва да свали правителството на Джадид. Хатум (който се чувства пренебрегнат, когато не е назначен в Регионалното командване след държавния преврат през февруари 1966 г.) търси отмъщение и връщането на власт на Хамуд ал-Шуфи, първият регионален секретар на Регионалното командване след възстановяването на сирийския регионален клон през 1963 г. Когато Джадид, Атаси и членът на регионалното командване Джамил Шая посещават Сувайда, силите, лоялни на Хатум, обкръжават града и ги превземат. По ирония на съдбата старейшините на друзите на града забраняват убийството на своите гости и настояват Хатум да изчака. Джадид и останалите са поставени под домашен арест, като Хатум планира да ги убие при първа възможност. Когато информацията за бунта се разпространява в Министерството на отбраната, Хафез нарежда на 70-та бронирана бригада да отиде в града. По това време друзът Хатум знае, че Хафез ще нареди бомбардирането на Сувайда (доминиран от друзи град), ако Хатум не се съобрази с исканията му. Хатум и поддръжниците му бягат в Йордания, където получават убежище. Как Хафез е научил за заговора не е известно, но Мустафа ал-Хадж Али (ръководител на военното разузнаване) може би се е обадил по телефона на Министерството на отбраната. Благодарение на бързите си действия Хафез печели благодарността на Джадид.
В резултат на опита за преврат Хафез и Джадид прочистват военната организация на партията, като отстраняват 89 офицери;  Хафез отстранява приблизително 400 офицери, което е най-голямата военна чистка в Сирия досега. Чистките, които започват, когато партията Баас поема властта през 1963 г., оставят армията слаба. В резултат на това, когато избухва Шестдневната война, Сирия няма никакъв шанс за победа.

#### Вземане на властта
Арабското поражение в Шестдневната война, в която Израел превзема Голанските възвишения от Сирия, провокира яростна кавга сред ръководството на Сирия. Гражданското ръководство обвинява военната некомпетентност, а военните отговарят, като критикуват гражданското ръководство (начело със Салах Джадид). Няколко високопоставени членове на партията поискват оставката на Хафез и е направен опит той да бъде изведен от Регионалното командване – най-висшият партиен орган за вземане на решения. Предложението е отхвърлено с един глас, като Абд ал-Карим ал-Джунди (за когото членовете против Хафез се надяват да наследи Хафез като министър на отбраната) гласува, както се изразява Патрик Сийл, „в другарски жест“ да го задържи. В края на войната ръководството на партията освобождава афлакитите Мохамед Умран, Амин ал-Хафиз и Мансур ал-Атраш от затвора. Малко след освобождаването си Хафез се обръща към дисиденти от сирийски военни офицери, за да свали правителството; той отказва, вярвайки, че един преврат по това време би помогнал на Израел, но не и на Сирия.
Войната е повратна точка за Хафез (и Баасистка Сирия като цяло) и опитът му да бъде изгонен започва борба за власт с Джадид за контрол над страната. Дотогава Хафез не е проявявал амбиция за висок пост и предизвиква малко подозрения у другите. От сирийския държавен преврат през 1963 г. до Шестдневната война през 1967 г. Хафез не играе водеща роля в политиката и обикновено бива засенчван от съвременниците си. Както Патрик Сийл пише, той „очевидно бе доволен да бъде солиден член на отбора без стремежа да стане номер едно“. Въпреки че Джадид бавно вижда заплахата на Хафез, малко след войната Хафез започва да развива мрежа в армията и повишава приятели и близки роднини на високи позиции.

##### Двойственост на властта
Конфликтът между Хафез и Салах Джадид става предмет на разговори в армията и партията, като между тях се забеляза „двойственост на властта“. Малко след неуспешния опит да изгони Хафез от Регионалното командване, той започва да консолидира позицията си във военното ведомство – напр. като заменя началника на щаба Ахмад ал-Сувайдани с неговия приятел Мустафа Тлас. Въпреки че отношенията на Сувейдани с Джадид са се влошили, той е отстранен поради оплакванията си за „влиянието на алавитите в армията“. По-късно Тлас е назначен за заместник-министър на отбраната на Хафез (негов втори в командването). Други отстранени от позициите си са Ахмад ал-Мир (основател и бивш член на Военния комитет и бивш командир на Голанския фронт) и Изат Джадид (близък поддръжник на Джадид и командир на 70-та бронирана бригада).
До Четвъртия регионален конгрес и Десетия национален конгрес през септември и октомври 1968 г. Хафез разширява контрола си над армията, а Джадид все още контролира партията. И на двата конгреса аргументите на Хафез са категорично отхвърлени. Въпреки че се проваля в повечето от опитите си, той има достатъчно подкрепа, за да отстрани двама социалистически теоретици (министър-председателя Юсуф Зуайин и министъра на външните работи Брахим Махус) от регионалното командване. Участието на военните в партийната политика обаче не е популярно сред редовите служители; тъй като пропастта между Хафез и Джадид се разширява, на цивилните и военните партийни органи е забранено да контактуват помежду си. Въпреки това Хафез печели надпреварата за натрупване на власт. Както Муниф ар-Разаз (свален при държавния преврат в Сирия през 1966 г.) отбелязва, „фаталната грешка на Джадид бе да се опита да управлява армията чрез партията“.
Докато Хафез е поел контрола над въоръжените сили чрез позицията си на министър на отбраната, Джадид все още контролира секторите за сигурност и разузнаване чрез Абд ал-Карим ал-Джунди (ръководител на Бюрото за национална сигурност). От ал-Джунди, който е параноичен и жесток, се страхуват в цяла Сирия. През февруари 1969 г. конфликтът Хафез-Джадид избухва в ожесточени сблъсъци чрез съответните им протежета: Рифат ал-Асад (брат на Хафез и високопоставен военен командир) и ал-Джунди. Причината за насилието е подозрението на Рифат ал-Асад, че ал-Джунди планира покушение срещу Хафез. Заподозреният убиец е разпитан и под мъчения прави самопризнания. Въз основа на тази информация Рифат твърди, че освен ако ал-Джунди не бъде отстранен от поста си, той и брат му са в опасност.
От 25 до 28 февруари 1969 г. братята Асад инициират „нещо малко по-малко от преврат“. Под ръководството на Асад танковете са преместени в Дамаск и щабовете на ал-Баас и ал-Баасал-Тхавра (двупартийни вестници) и радиостанциите в Дамаск и Халеб са заменени с лоялисти на Хафез. Латакия и Тартус – два града, доминирани от алавитите, са свидетели  на ожесточени сблъсъци, завършили със свалянето на поддръжниците на Джадид от местните постове. Малко след това започва вълна от арести на верни на ал-Джунди хора. На 2 март, след телефонен спор с ръководителя на военното разузнаване Али Дуба, ал-Джунди се самоубива. Когато Зуайин чува новината, той се разплаква, казвайки: „Всички сме сираци сега“ (имайки предвид загубата на своя защитник от него и Джадид). Въпреки съперничеството си с Джунди Хафез също се разплака при новината.
Сега Хафез контролира играта, но се поколебава да увеличи предимството си. Джадид продължава да управлява Сирия, а регионалното командване остава непроменено. Хафез обаче повлиява на Джадид да смекчи политиката си. Класовата борба е заглушена, критиките към реакционните тенденции на други арабски държави са прекратени, някои политически затворници са освободени, сформирано е коалиционно правителство (с партия Баас под контрол) и Източният фронт, подкрепен от Хафез, е сформиран с Ирак и Йордания. Изолационистката политика на Джадид е ограничена и Сирия възстановява дипломатическите отношения с много от своите врагове. По това време Египет на Гамал Абдел Насер, Алжир на Хуари Бумедиен и Баасистки Ирак започват да изпращат емисари, за да помирят Хафез и Джадид.

##### Държавен преврат от 1970 г.
Хафез започва да планира да завземе властта малко след неуспешната сирийска военна намеса в Черния септември – борбата за власт между ООП и Хашемитската монархия (Йордания). Докато Хафез де факто командва сирийската политика от 1969 г. насам, Джадид и неговите поддръжници все още държат капаните на властта. След като присъства на погребението на Гамал Абдел Насер, Хафез се завръща в Сирия за извънредния национален конгрес (проведен на 30 октомври). На конгреса Хафез е осъден от Салах Джадид и неговите поддръжници, мнозинството от делегатите на партията. Въпреки това преди да присъства на конгреса, Хафез нарежда на лоялните си войски да обкръжат сградата, в която се провежда срещата. Критиките към политическата позиция на Хафез продължават в пораженчески тон, като мнозинството от делегатите смятат, че са загубили битката. Хафез и Мустафа Тлас са лишени от държавните си постове на конгреса;  тези действия имат малко практическо значение.
Когато Националният конгрес приключва на 12 ноември 1970 г., Хафез нарежда на лоялните да арестуват водещи членове на правителството на Джадид. Въпреки че на много служители от средно ниво са предложени постове в сирийските посолства в чужбина, Джадид отказва: „Ако някога поема властта, ще бъдеш влачен по улиците, докато умреш.“ Хафез го затваря в затвора Мезе до смъртта му. Превратът е спокоен и безкръвен; единственото доказателство за промяна във външния свят е изчезването на вестници, радио и телевизионни станции. Скоро е създадено Временно регионално командване и на 16 ноември новото правителство издава първия си указ.

## Министър-председател и президент на Сирия: 1970 – 2000 г.

### Вътрешни събития и политики

#### Консолидиране на властта
Според Патрик Сийл управлението на Хафез ал-Асад „започна с незабавно и значително предимство: правителството, което той измести, бе толкова ненавиждано, че всяка алтернатива идваше като облекчение“. Той първо се опитва да установи национално единство, което според него е изгубено под ръководството на Мишел Афлак и Салах Джадид. Хафез се различава от своя предшественик в самото начало, посещавайки местните села и изслушвайки оплакванията на гражданите. Сирийският народ смята, че идването му на власт ще доведе до промяна: едно от първите му действия като владетел е да посети Султан ал-Атраш, баща на афлакитския баасист Мансур ал-Атраш, за да почете усилията му по време на Великата арабска революция. Той прави предложения към Съюза на писателите, реабилитирайки онези, които са били принудени да бъдат в нелегалност, затворени или изпратени в изгнание за това, че представляват според радикалните баасисти реакционните класи: „Решен съм повече да не се чувствате чужденци в собствената си страна." Въпреки че Хафез не демократизира страната, той облекчава репресивната политика на правителството.
Той намалява цените на основните хранителни продукти с 15%, което му печели подкрепата на обикновените граждани. Службите за сигурност на Джадид са прочистени, някои правомощия за военни криминални разследвания са прехвърлени на полицията и конфискацията на стоки под Джадид е отменена. Ограниченията за пътуване и търговия с Ливан са облекчени и Хафез насърчава растежа в частния сектор. Докато той подкрепя повечето от политиките на Джадид, се оказва по-прагматичен, след като идва на власт.
Повечето от поддръжниците на Салах Джадид са изправени пред избор: да продължат да работят за правителството на Баас под ръководството на Хафез или да бъдат изправени пред репресии. Хафез дава да се разбере от самото начало, „че няма да има втори шанс". Въпреки това по-късно през 1970 г. той набира подкрепа от старата гвардия на Баас, която подкрепя лидерството на Афлак по време на борбата за власт през 1963–1966 г. Приблизително 2000 бивши баасисти се присъединяват отново към партията, след като изслушват призива на Хафез, сред които идеологът на партията Жорж Садикни и Шакир ал-Фахам, секретар на първия Национален конгрес на партията на Баас през 1947 г. Хафез гарантира, че няма да преминат към проафлакитската партия Баас в Ирак с процеса за предателство през 1971 г., в който той преследва Мишел Афлак, Амин ал-Хафиз и близо 100 последователи (повечето задочно). Малцината осъдени не лежат дълго в затвора, а процесите са предимно символични.
На 11-ия Национален конгрес Хафез уверява членовете на партията, че неговото ръководство е радикална промяна от това на Джадид и той ще приложи „коригиращо движение“, за да върне Сирия към истинската „националистическа социалистическа линия“. За разлика от Джадид Хафез набляга на „напредъка, за който [ще бъдат] мобилизирани всички ресурси и работна ръка [трябваше да бъде] освобождаването на окупираните територии“. Това би отбелязало голямо раздяла с неговите предшественици и, според Реймънд Хинебуш, би наложило „големи промени в курса на държавата на Баатист“.

#### Институционализиране
Хафез превръща президентството, което е известно просто като „държавен глава“ при Салах Джадид, в позиция на властта по време на неговото управление. В много отношения президентската власт заменя неуспешния експеримент на партията Баас с организиран, военен Ленинизъм. Сирия се превръща в хибрид на Ленинизма и Голисткия конституционализъм. Според Реймънд Хинебуш, „тъй като президентът се превърна в основния източник на инициатива в правителството, неговата личност, ценности, силни и слаби страни станаха решаващи за неговата посока и стабилност. Вероятно лидерството на Хафез даде на правителството подобрена комбинация от последователност и гъвкавост, която  досега липсваше.“
Хафез институционализира система, в която той има последната дума, което отслабва правомощията на колегиалните институции на държавата и партията. Тъй като верността към лидера заменя идеологическата убеденост по-късно в неговото президентство, корупцията става широко разпространена. Спонсорираният от държавата култ към личността става всеобхватен; тъй като властта на Хафез укрепва за сметка на неговите колеги, той става единственият символ на правителството.
Той не управлява сам, но има все повече има последната дума; тези, с които работи, в крайна сметка стават по-скоро заместници, отколкото колеги. Никой от политическия елит не би оспорил негово решение, а онези, които го правят, са уволнени. Генерал Наджи Джамил е пример за уволнен, след като не е съгласен с начина, по който Хафез се справя с ислямисткото въстание. 
Двата висши органа за вземане на решения са Регионалното командване и Националното командване, и двете част от партията Баас. Съвместните заседания на тези органи приличат на политбюро в социалистическите държави, привърженици на комунизма. Хафез оглавява Националното командване и Регионалното командване съответно като генерален секретар и регионален секретар. Регионалното командване е най-висшият орган за вземане на решения в Сирия, назначавайки президента и (чрез него) кабинета. С укрепването на президентската власт властта на регионалното командване и неговите членове се изпарява. Регионалните и националните командвания са номинално отговорни пред Регионалния конгрес и Националния конгрес – като Националният конгрес е де юре висш орган, но Регионалният конгрес има де факто властта. Националният конгрес, който включва делегати от регионалните клонове на Баас в други страни, е сравняван с Коминтерна. Той функционира като сесия на Регионалния конгрес, фокусирана върху външната политика и партийната идеология на Сирия.  Регионалният конгрес има ограничена отчетност до Осмия регионален конгрес през 1985 г., последният при Хафез. През 1985 г. отговорността за отчетността на ръководството е прехвърлена от Регионалния конгрес на по-слабия Национален прогресивен фронт.

#### Фракции
Когато Хафез идва на власт, той увеличава господството на алавитите в сигурността и разузнаването до почти монопол. Принудителната рамка е под негов контрол, отслабвайки държавата и партията. Според Хинебуш алавитските офицери около Хафиз „са били основни, защото като лични роднини или клиенти на президента, те съчетават привилегирован достъп до него с позиции в партията и контрол върху лостовете за принуда. Следователно те са в ненадмината позиция да действат като политически посредници и, особено по време на криза, са били в уникална позиция да оформят резултатите“. Водещите фигури в доминираната от алавити система за сигурност имат семейни връзки. Рифат ал-Асад контролира Отбранителните роти, а деверът на ал-Асад, Аднан Махлуф, е неговият заместник като командир на президентската гвардия. Други видни фигури са Али Хайдар (ръководител на специалните сили), Ибрахим ал-Али (ръководител на Народната армия), Мохамед ал-Хули (ръководител на комитета за координация на разузнаването на Хафез) и ръководител на военното разузнаване Али Дуба. Хафез контролира армията чрез алавитите като генералите Шафик Фаяд (командир на 3-та дивизия), Ибрахим Сафи (командир на 1-ва дивизия) и Аднан Бадр Хасан (командир на 9-та дивизия). През 90-те години той допълнително укрепва господството на алавитите, като заменя сунитския генерал Хикмат ал-Шихаби с генерал Али Аслан като началник на щаба. Алавитите, с техния висок статус, назначават и повишават въз основа на родство и благоволение, а не на професионално уважение. Следователно от тези политики се появява алавитският елит. Антисунитската ориентация на неговия алавитски режим също тласка Хафез да търси по-близки отношения с шиитски Иран.
През ранните години на неговото управление някои от елита на Хафез изглеждат нефракционистки настроени; видни сунитски фигури в началото на неговото управление са Абдул Халим Кадам, Шихаби, Наджи Джамил, Абдула ал-Ахмар и Мустафа Тлас. Никой от тях обаче няма властова основа, различна от тази на Хафез. Въпреки че сунитите заемат позициите на командващ военновъздушните сили от 1971 до 1994 г. (Джамил, Субхи Хадад и Али Малахафджи), ръководител на Общото разузнаване от 1970 до 2000 г. (Аднан Дабаг, Али ал-Мадани, Назих Зухайр, Фуад ал-Абси и Башир ан-Наджар), началник-щаб на сирийската армия от 1974 до 1998 г. (Шихаби) и министър на отбраната от 1972 г. до смъртта на Хафиз (Тлас), никой няма власт, различна от Хафез или от доминираната от алавити система за сигурност. Когато Джамил оглавява военновъздушните сили, той не може да издава заповеди без знанието на Хули (алавитският ръководител на разузнаването на военновъздушните сили). След неуспешното ислямско въстание зависимостта на Хафез от роднините му се засилва; преди това сунитските му колеги имат известна автономия. Дезертьор от правителството на Асад казва: „Тлас е в армията, но в същото време изглежда сякаш не е от армията; той нито връзва, нито разхлабва и няма друга роля освен тази на опашката в звяра.“  Друг пример е Шихаби, който понякога представлява Асад. Той обаче няма контрол в сирийската армия; Али Аслан, първи заместник-началник на щаба по операциите през по-голямата част от мандата си, отговаря за маневрите на войските. Въпреки че сунитите са в челните редици, алавитите държат властта.

#### Ислямистко въстание

##### Предистория
Прагматичната политика на Хафез косвено води до създаването на „нова класа“ и той го приема, докато то подпомага целите му срещу Израел. Когато Хафез започва да следва политика на икономическа либерализация, държавната бюрокрация започва да използва позицията си за лична изгода. Държавата дава права за изпълнение на „голяма част от своята програма за развитие на чуждестранни фирми и изпълнители, подхранвайки нарастващата връзка между държавата и частния капитал“. Това, което следва, е скок в корупцията, което води политическата класа до „напълно обуржоазяване“. Канализирането на външни пари през държавата към частни предприятия „създаде нарастващи възможности за самообогатяване на държавните елити чрез корумпирано манипулиране на обмена между държавата и пазара. Освен директно присвояване, мрежи от споделени интереси в комисионни и рушвети израснаха между висши служители, политици и бизнес интереси“. Алавитското военно-охранително ведомство получава най-голям дял от парите; партията Баас и нейните лидери управляват нова класа, защитавайки своите интереси вместо тези на селяните и работниците (които би трябвало да представляват). Това, съчетано с нарастващото сунитско разочарование от това, което Хинебуш нарича „смесица на режима от етатизъм, селско и фракционистко фаворитизиране, корупция и нови неравенства“, подхранва растежа на ислямското движение. Поради това Мюсюлманското братство на Сирия се превръща в авангард на антибаасистките сили.
В исторически план Братството е средство за умерения ислям по време на въвеждането му на сирийската политическа сцена през 60-те години под ръководството на Мустафа ал-Сибаи. След затварянето на Сибаи Братството, под ръководството на Исам ал-Атар, става  идеологическа антитеза на баасисткото управление. Но организационното превъзходство на партията Баас работи в нейна полза; с принудителното изгнание на Атар Мюсюлманското братство е в хаос. Едва през 1970 г. то установява ясен, централен колективен орган за своята организация при Аднан Саад ад-Дин, Саид Хава, Али Садр ал-ал-Дал-Баянуни и Хусни Абу. Поради организационните си способности Мюсюлманските братя нарастват десетократно от 1975 до 1978 г. (от 500 на 700 в Халеб): в цялата страна до 1978 г. има 30 000 последователи.

##### Събития
Ислямисткото въстание започва в средата до края на 70-те години с атаки срещу видни членове на алитовския елит на Баас. Тъй като конфликтът се влошава, започва дебат в партията между твърдолинейните (представени от Рифат ал-Асад) и либералите на Баас (представени от Махмуд ал-Аюби). Седмият регионален конгрес през 1980 г. се провежда в атмосфера на криза. Партийното ръководство, с изключение на Хафез и неговите протежета, е остро критикувано от партийните делегати, които призовават за антикорупционна кампания, ново, чисто правителство, ограничаване на правомощията на военния апарат за сигурност и политическа либерализация. Със съгласието на Хафез е създадено ново правителство (начело с предполагаемо чистия Абдул Рауф ал-Касм) с нови, млади технократи. То не успява да успокои критиците и сунитската средна класа и радикалната левица (вярвайки, че управлението на Баас може да бъде свалено с въстание) започват да си сътрудничат с ислямистите.
Вярвайки, че имат надмощие в конфликта, в началото на 1980 г. ислямистите започват поредица от кампании срещу правителствени съоръжения в Халеб;  атаките се превръщат в гражданска партизанска война. Правителството започва да губи контрол над града и, вдъхновени от събитията, подобни безредици се разпространяват в Хама, Хомс, Идлиб, Латакия, Дейр ез-Зор, Маарет-ен-Намен и Джиср еш-Шугур. Засегнатите от репресиите на Баас започват да се обединяват зад бунтовниците; Съоснователят на партията Баас Салах ал-Дин ал-Битар подкрепя въстанието, обединявайки старите, антивоенни настроени баасисти. Нарастващата заплаха за оцеляването на правителството засилва хардлайнерите, които предпочитат репресиите пред отстъпките. Силите за сигурност започват да прочистват всички държавни, партийни и социални институции в Сирия и са изпратени в северните провинции, за да потушат въстанието. Когато това се проваля, твърдолинейните започват да обвиняват Съединените щати, че са подклаждали въстанието, и призоват за възстановяване на „революционната бдителност“. Твърдолинейните печелят дебата след неуспешен опит за убийството на Хафез през юни 1980 г. и започват да отговарят на въстанието с държавен тероризъм по-късно същата година. При Рифат ал-Асад ислямските затворници в затвора Тадмур са избити, членството в Мюсюлманското братство се превръща в углавно престъпление и правителството изпраща отряд на смъртта да убие бившата съпруга на Атар. Военният съд започва да осъжда заловени затворници, което понякога се изражда в безразборни убийства. Малко внимание е отделено, за да се разграничат твърдолинейните в Мюсюлманското братство от техните пасивни поддръжници, и насилието е посрещано с насилие.
Последният сблъсък – клането в Хама е през февруари 1982 г., когато правителството потушава въстанието. Бойни хеликоптери, булдозери и артилерийска бомбардировка разрушават град Хама, убивайки хиляди хора. Правителството на Баас устоява на въстанието не поради подкрепата на народа, а защото опозицията е дезорганизирана и има малка градска подкрепа. По време на въстанието сунитската средна класа продължава да подкрепя партията Баас поради нейната неприязън към политическия Ислям. След въстанието правителството възобновява своята версия на милитаристичен ленинизъм, връщайки либерализацията, въведена, когато Хафез идва на власт. Партията Баас е отслабена от въстанието;  демократичните избори за делегати на регионалните и националните конгреси са спрени и откритата дискусия в партията приключва. Въстанието прави Сирия по-тоталитарна от всякога и укрепва позицията на Хафез като безспорен лидер на Сирия.

#### 1983 – 1984 г.: криза на наследяването
През ноември 1983 г. Хафез, диабетик, получава инфаркт, усложнен от флебит; това предизвиква криза на наследяването. На 13 ноември, след като посещава брат си в болницата, Рифат ал-Асад обявява своята кандидатура за президент; той не вярва, че Хафез ще може да продължи да управлява страната. Когато не получава подкрепа от най-близкия кръг на Хафез, той прави, по думите на историчката Хана Батату, „отвратително щедри“ обещания, за да го спечели. До свалянето си през 1985 г. Рифат ал-Асад е смятан за лицето на корупцията от сирийския народ. Макар и високо платен като командир на отбранителните роти, той натрупва необяснимо богатство.
Въпреки че не е ясно дали някои висши служители са подкрепили Рифат, повечето не го правят. Липсват му ръстът и харизмата на брат му и е уязвим за обвинения в корупция. Неговите отбранителни компании от 50 000 души са гледани с подозрение от висшето ръководство и цялото общество; те са смятани за корумпирани, слабо дисциплинирани и безразлични към човешкото страдание. Рифат също няма военна подкрепа; офицери и войници се възмущават от монопола на отбранителните компании върху сигурността на Дамаск, отделните им разузнавателни служби и затвори и по-високото им заплащане. Рафат не изоставя надеждата да наследи брат си, избирайки да поеме контрола над страната чрез поста си на командир на отбранителните роти. В това, което става известно като „войната на плакатите“, персоналът на отбранителните компании заменя плакатите на Хафез в Дамаск с тези на Рифат. Службата за сигурност, все още лоялна към Хафез, отговоря, като заменя плакатите на Рифат с тези на Хафез. Войната на плакатите продължава цяла седмица, докато здравето на Хафез не се подобрява.
Малко след плакатната война всички протежета на Рифат ал-Асад са отстранени от властови позиции. Този указ почти предизвиква сблъсък между отбранителните роти и Републиканската гвардия на 27 февруари 1984 г., но конфликтът е избегнат с назначаването на Рифат за един от тримата вицепрезиденти на 11 март. Той придобива този пост, като отстъпва позицията си на командир на отбранителни компании на поддръжник на Хафез – зет си. През нощта на 30 март той заповядва на лоялните на отбранителните роти да запечатат Дамаск и да напреднат към града. Републиканската гвардия е приведена в бойна готовност в Дамаск и командирът на 3-та бронетанкова дивизия Шафик Фаяд нарежда на войските извън Дамаск да обкръжат отбранителните роти, блокиращи пътищата към града. Планът на Рифат би могъл да успее, ако командирът на специалните сили Али Хайдар го подкрепи, но Хайдар застава на страната на президента. Хафез наказва брат си с изгнание в СССР, като му позволява да се завърне в по-късните години без политическа роля. При напускането си Рифат придобива 300 милиона щатски долара обществени пари, включително либийски заем от 100 милиона щатски долара. Отбранителните роти са намалени с 30 000–35 000 души и тяхната роля е поета от Републиканската гвардия. Махлуф, командирът на Републиканската гвардия, е повишен в генерал-майор, а Басил ал-Асад (син на Хафез и майор от армията) става влиятелен в гвардията.

#### Икономика
Хафез нарича своите вътрешни реформи „Коригиращо движение“ и то постига някои резултати. Той се опитва да модернизира земеделския и индустриалния сектор на Сирия. Едно от основните му постижения е завършването на язовира Табка на река Ефрат през 1974 г. Един от най-големите язовири в света, резервоарът му се нарича езеро "ал-Асад". Резервоарът увеличава напояването на обработваемата земя, осигурява електричество и насърчава индустриалното и техническо развитие в Сирия. Много селяни и работници получават повишен доход, социална сигурност и по-добри здравни и образователни услуги. Градската средна класа, която е наранена от политиката на правителството на Салах Джадид, има нови икономически възможности.
През 1977 г. става ясно, че въпреки известен успех, политическите реформи на Хафез до голяма степен са се провалили. Това отчасти се дължи на външната му политика, неуспешните политики, природните явления и корупцията. Хроничните социално-икономически трудности остават и се появяват нови. Неефективност, лошо управление и корупция в правителството, публичния и частния сектор, неграмотност, лошо образование (особено в селските райони), нарастваща емиграция на професионалисти, инфлация, нарастващ търговски дефицит, висока цена на живот и недостиг на потребителски стоки са сред проблемите, пред които е изправена страната. Финансовата тежест от участието на Сирия в Ливан от 1976 г. насам допринася за влошаване на икономическите проблеми, насърчаване на корупцията и черния пазар. Нововъзникващата класа от предприемачи и брокери се замесва с висши военни офицери, включително брата на Хафез, Рифат, в контрабанда от Ливан, което се отразява на държавните приходи и насърчава корупцията сред висши държавни служители.
В началото на 80-те години икономиката на Сирия се влошава. До средата на 1984 г. хранителната криза е тежка и пресата е пълна с оплаквания. Правителството на Хафез търси решение, твърдейки, че недостигът на храна може да бъде избегнат с внимателно икономическо планиране. Хранителната криза продължава през август въпреки правителствените мерки. Сирия няма захар, хляб, брашно, дърва, желязо и строително оборудване; това води до скок на цените, дълги опашки и необуздана черна борса. Контрабандата на стоки от Ливан става обичайна. Правителството на Хафез се опитва да се бори с нея, срещайки трудности поради участието на брата на Хафез, Рифат в корупцията. През юли 1984 г. правителството сформира ефективен отряд за борба с контрабандата, за да контролира ливанско-сирийските граници. Командваните от Рифат ал-Асад отбранителни отряди играят водеща роля в контрабандата, внасяйки стоки на стойност 400 000 долара на ден. Екипът за борба с контрабандата изземва стоки за 3,8 млн. долара през първата седмица.
Сирийската икономика нараства с 5 до 7% в началото на 90-те години; износът се увеличава, търговският баланс се подобрява, инфлацията остава умерена (15–18 %) и износът на петрол се увеличава. През май 1991 г. правителството на Хафез либерализира сирийската икономика, което стимулира местни и чуждестранни частни инвестиции. Повечето чуждестранни инвеститори са арабски държави около Персийския залив, тъй като западните страни все още имат политически и икономически проблеми със страната. Държавите от Персийския залив инвестират в инфраструктура и проекти за развитие; поради социалистическата идеология на партията Баас правителството на Хафез не приватизира държавни компании.
Сирия изпада в рецесия в средата на 90-те години. Няколко години по-късно икономическият й растеж е около 1,5 %. Това е недостатъчно, тъй като нарастването на населението е между 3 и 3,5 %. Друг симптом на кризата е етатизмът във външната търговия. Икономическата криза в Сирия съвпада с рецесията на световните пазари. Спадът на цените на петрола през 1998 г. нанася голям удар на икономиката на Сирия; когато цените на петрола се покачат през следващата година, сирийската икономика частично се възстановява. През 1999 г. една от най-големите суши за един век причинщва спад от 25-30 процента в добивите от култури в сравнение с 1997 и 1998 г. Правителството на Хафез прилага спешни мерки, включително заеми и компенсации на фермерите и раздаване на безплатен фураж за спасяване на овцете и говедата. Тези стъпки обаче са ограничени и нямат измерим ефект върху икономиката.
Правителството на Хафез се опитва да намали нарастването на населението, но това е само незначителен успех. Един от признаците за икономическа стагнация е липсата на напредък на Сирия в преговорите с ЕС за споразумение. Основната причина за този провал е трудността на страната да изпълни изискванията на ЕС за отваряне на икономиката и въвеждане на реформи. Марк Пиерини, ръководител на делегацията на ЕС в Дамаск, казва, че ако сирийската икономика не бъде модернизирана, тя няма да се възползва от по-тесни връзки с ЕС. Правителството на Хафез увеличава заплатите с 20% на държавните служители на годишнината от Коригиращото движение, което го е довело на власт. Въпреки че чуждестранната преса критикува нежеланието на Сирия да либерализира икономиката си, правителството на Хафез отказа да модернизира банковата система, да разреши частните банки и да отвори фондова борса.

### Външна политика

#### Война от Йом Кипур

##### Планиране
След арабското поражение в Шестдневната война Хафез е убеден, че израелците са спечелили войната с хитрост. След като печели властта, неговият основен външнополитически приоритет е да си върне загубената във войната арабска територия. Той потвърждава отхвърлянето от страна на Сирия на Резолюция 242 на Съвета за сигурност на ООН от 1967 г., защото вярва, че тя означава „ликвидацията на палестинския въпрос“. Той вярва и продължава да вярва до края на своето управление, че единственият начин да накара Израел да преговаря с арабите е чрез война.
Когато Хафез поема властта, Сирия е изолирана. Планирайки атака срещу Израел, той търси съюзници и военни материали. Десет седмици след като поема властта, Хафез посещава Съветския съюз. Съветското ръководство е предпазливо да снабдява сирийското правителство, гледайки на възхода на Хафез на власт резервирано и вярвайки, че той клони по-на Запад, отколкото Салах Джадид. Въпреки че скоро разбира, че съветските отношения с арабите никога няма да бъдат толкова дълбоки, колкото отношенията на Съединените щати с Израел, той се нуждае от оръжията им. За разлика от своите предшественици (които се опитват да спечелят подкрепата на Съветския съюз със социалистическа политика), Хафез е готов да даде на СССР стабилно присъствие в Близкия Изток през Сирия, достъп до сирийските военноморски бази (давайки им роля в мирния процес) и помощ в ограничаване на американското влияние в региона. СССР отговаря, като изпраща оръжия в Сирия. Новата връзка дава плод и между февруари 1971 г. и октомври 1973 г. Хафез се среща няколко пъти със съветския лидер Леонид Брежнев.
Хафез вярва, че Сирия няма да има шанс във война срещу Израел без участието на Египет. Счита, че ако Обединената арабска република не се е разпаднала, арабите вече е щяло да освободят Палестина. За война срещу Израел Сирия трябва да създаде друг фронт. По това време обаче отношенията на Сирия с Египет и Йордания са нестабилни. Планирането на войната започва през 1971 г. със споразумение между Хафез и Ануар Садат. В началото обновеният египетско-сирийски съюз се основава на предложената Федерация на арабските републики, която първоначално включва Египет, Либия, Судан (който напуска скоро след първата среща на върха на федярацията) и Сирия. Хафез и Садат използват срещите на върха на федерацията, за да планират военна стратегия и до 1971 г. те назначават египетския генерал Мохамед Садик за върховен главнокомандващ на двете армии. От 1972 до 1973 г. страните попълват арсеналите си и обучават армиите си. На тайно заседание на египетско-сирийския военен съвет от 21 до 23 август 1973 г. двамата началници на щабовете (сириецът Юсеф Чакур и египтянинът Саад ел-Шазли) подписват документ, в който декларират намерението си да влязат във война срещу Израел. По време на среща на Хафиз, Садат и съответните им министри на отбраната (Мустафа Тлас и Хосни Мубарак) на 26-27 август, двамата лидери решават да воюват заедно.
Египет влиза във война по причина, различна от тази на Сирия. Докато Хафез иска да си върне изгубената арабска територия, Садат желае да укрепи позицията на Египет в мирната му политика спрямо Израел. Сирийците са измамени от Садат и египтяните, което ще изиграе основна роля в арабското поражение. Египетският началник-щаб Шазли е убеден от самото начало, че Египет не може да организира успешна пълномащабна офанзива срещу Израел; следователно той агитира за ограничена война. Садат знае, че Хафиз няма да участва във войната, ако знае истинските му намерения. След разпадането на ОАР египтяните са критични към правителството на Баас; те го виждат като ненадежден съюзник.

##### Военни действия
В 14:05 часа на 6 октомври 1973 г. египетските сили (атакуващи през Синайския полуостров) и сирийските сили (атакуващи Голанските възвишения) пресичат границата с Израел и навлизат в израелските отбранителни линии. Сирийските сили на Голанските възвишения се срещат с по-интензивни боеве от египетските им колеги, но до 8 октомври успяват да пробият израелската отбрана. Първите успехи на сирийската армия се дължат на нейния офицерски корпус (където офицерите са повишени заради заслуги, а не заради политика) и способността й да борави с напреднали съветски оръжия: танкове, артилерийски батареи, самолети, преносими ракети, противотанково оръжие Сагер и противовъздушна система 2К12 Куб на мобилни пускови установки. С помощта на тези оръжия Египет и Сирия побеждават бронетехниката и въздушното господство на Израел. Египет и Сирия обявяват войната на света първи, обвинявайки Израел, че я е започнал, имайки предвид важността на избягването да изглежда като агресор (Израел обвинява арабските сили, че са започнали Шестдневната война, когато започват операция „Фокус“). Във всеки случай ранните сирийски успехи помагат да се коригира загубата на престиж, която сирийците  претърпяват след Шестдневната война.
Основната причина за обръщането на късмета е оперативната пауза на Египет от 7 до 14 октомври. След превземането на части от Синай египетската кампания спира и сирийците остават да се бият с израелците сами. Египетските лидери, вярвайки, че целите на войната са постигнати, се окопават. Въпреки че ранните им успехи във войната ги изненадват, военният министър генерал Ахмад Исмаил Али препоръчва предпазливост. В Сирия Хафез и неговите генерали изчакват египтяните да се раздвижат. Когато израелското правителство научава за скромната военна стратегия на Египет, то нарежда незабавни продължителни действия срещу сирийските военни. Според Патрик Сийл „В продължение на три дни, 7, 8 и 9 октомври, сирийските войски на Голан се сблъскаха с пълната ярост на израелските военновъздушни сили, тъй като от сутринта до падането на нощта вълна след вълна самолети се спускаха да бомбардират, обстрелвайте и напалмирайте концентрацията на техните танкове и техните носители на гориво и боеприпаси обратно към Пурпурната линия“. До 9 октомври сирийците се оттеглят зад Пурпурната линия (израелско-сирийската граница след Шестдневната война). До 13 октомври войната е загубена, но за разлика от Шестдневната война сирийците не са смазани; това печели уважението на Хафез в Сирия и в чужбина.
На 14 октомври Египет започва ограничена офанзива срещу Израел по политически причини. Садат се нуждае от Хафиз на своя страна, за да успее мирната му политика с Израел и военните действия като средство за постигане на целта. Подновената египетска военна офанзива е зле замислена. Седмица по-късно, поради бездействието на Египет, израелците се организат и арабите губят най-важното си предимство. Докато военната офанзива дава надежда на Хафез, това е илюзия; арабите вече са загубили войната във военно отношение. Поведението на Египет по време на войната предизвиква търкания между Хафез и Садат. Хафез, все още неопитен във външната политика, вярва, че египетско-сирийският съюз се основава на доверие и не успява да разбере двуличието на Египет. Въпреки че едва след войната Хафез научава, че Садат е бил в контакт с американския съветник по националната сигурност Хенри Кисинджър почти всеки ден по време на войната, семената на недоверието са посети. По това време Садат призовава за водено от Америка споразумение за прекратяване на огъня между Египет, Сирия и Израел; той обаче не знае, че по време на управлението на Кисинджър Съединените щати са станали твърд поддръжник на Израел. 
На 16 октомври Садат, без да каже на Хафез, призовава за прекратяване на огъня в реч пред Народното събрание – египетският законодателен орган. Хафез е не само изненадан, но и не може да разбере защо Садат се доверява на американската добра воля за задоволителен резултат. Съветският премиер Алексей Косигин посещава Кайро, призовавайки Садат да приеме прекратяване на огъня без условието за изтегляне на Израел от окупираните територии. Докато Садат първоначално не е склонен, Косигин се връща на 18 октомври със сателитни снимки, показващи 300 израелски танка на египетска територия. Ударът върху морала на Садат е такъв, че той изпраща телеграма до Хафиз, в която косвено казва, че всяка надежда е загубена. Хафез, който е в по-добра позиция, все още е оптимист. Под съветско влияние Египет призовава за прекратяване на огъня на 22 октомври 1973 г., преки преговори между враждуващите страни и прилагане на Резолюция 242 на Съвета за сигурност на ООН. Резолюцията за прекратяване на огъня не призовава за изтегляне на Израел от окупираните територии. Хафез е раздразнен, тъй като не е информиран предварително за промяната в политиката на Садат (която засяга и двамата). На 23 октомври сирийското правителство приема прекратяването на огъня, излагайки разбирането си за Резолюция 338 на ООН (изтегляне на израелските войски от окупираните територии и защита на палестинските права). 

#### Ливанска гражданска война
Сирия се намесва в Ливан през 1976 г. по време на Ливанската гражданска война, която започва през 1975 г. С египетско-израелските мирни споразумения Сирия е единствената съседна държава, която заплашва Израел. Първоначално тя се опитва да посредничи в конфликта; когато това се проваля, Хафез нарежда на Палестинската освободителна армия – редовна сила, базирана в Сирия със сирийски офицери, да навлезе в Ливан, за да възстанови реда. По това време израелското правителство отваря границите си за маронитските бежанци в Ливан, за да засили влиянието си в региона. Сблъсъци между лоялната на Сирия НОАК и екстремисти се случват в цялата страна. Въпреки сирийската подкрепа и посредничеството на Кадам Рашид Карами (сунитският мюсюлмански министър-председател на Ливан) не разполага с достатъчно подкрепа, за да назначи кабинет. 
В началото на 1976 г. ливански политици се обръщат към Хафез за помощ, за да принудят оставката на Сюлейман Франжие, християнския президент на Ливан. Въпреки че Хафез е отворен за промяна, той се противопоставя на опитите на някои ливански политици да го въвлекат в свалянето на Франжие; когато генерал Абдул Азиз ал-Ахдаб се опитва да завземе властта, сирийските войски го спират. Междувременно радикалните ливански левичари вземат превес във военния конфликт. Камал Джумблат, лидер на Ливанското национално движение, вярва, че неговата силна военна позиция ще принуди Франжие да подаде оставка. Хафиз не пожелава левичарска победа в Ливан, която да засили позициите на палестинците. Той също не иска дясна победа, вместо да търси средно решение, което да защити Ливан и региона. Когато Джумблат се среща с Хафез на 27 март 1976 г., той се опитва да го убеди да го остави да спечели войната; Хафез отговаря, че прекратяването на огъня трябва да е в сила, за да се гарантират президентските избори през 1976 г. Междувременно по заповед на Хафез Сирия изпраща войски в Ливан без международно одобрение. 
Докато Ясер Арафат и Организацията за освобождение на Палестина не взимат оофициално страна в конфликта, няколко членове на Организацията се бият с Ливанското национално движение. Хафез се опитва да отклони Арафат и Организацията от Ливан, заплашвайки го с прекъсване на сирийската помощ. Двете страни не успяват да постигнат споразумение. Когато Франжие се оттегля през 1976 г., Сирия притиска ливанските членове на парламента да изберат Елиас Саркис за президент. Една трета от ливанските членове на парламента (главно поддръжници на Раймон Еде) бойкотират изборите в знак на протест срещу намесата на САЩ и Сирия. 
На 31 май 1976 г. Сирия започва пълномащабна интервенция в Ливан, за да (според официалната сирийска сметка) прекрати бомбардировките на маронитските градове Кубаят и Аандкат. Преди намесата Хафез и сирийското правителство са един от няколкото интереса в Ливан; след това те са контролиращите фактори в ливанската политика. По заповед на Хафез присъствието на сирийските войски бавно нараства до 30 000 души. Сирия получава одобрение за намеса от Съединените щати и Израел, за да им помогне да победят палестинските сили в Ливан. Баасистката група Ас-Сайка и бригадата Хитин на Палестинската освободителна армия се сражават с палестинците, които застават на страната на Ливанското национално движение.  
В рамките на една седмица след сирийската намеса християнските лидери излизат с изявление в подкрепа.  
Мюсюлманските лидери създават съвместно командване на всички палестински групи с изключение на Ас-Сайка, която е изтласкана от Организацията за освобождение на Палестина до нейната крепост близо до главното летище. Малко след това Ас-Сайка и други леви сили на Дамаск са погълнати от сирийската армия. На 8 юни 1976 г. сирийските сили са отблъснати от Сайда, срещайки твърда съпротива в Бейрут от Ливанското национално движение. Действията на Хафез обаче разгневяват голяма част от арабския свят и гледката на Сирия, която се опитва да елиминира Организацията за освобождение на Палестина, го критикува. Има значителна враждебност към съюза на Хафез с маронитите в Сирия. В резултат на това сирийското правителство поисква от Арабската лига помощ в конфликта. Арабската лига започва да е посредник, създавайки Арабските възпиращи сили за поддържане на мира. Стратегията на Сирия в този момент е постепенно да отслаби Ливанското национално движение и неговите палестински сътрудници, като продължи да подкрепя християнската милиция. Въпреки това сирийците не успяват да превземат крепостта на Ливанското национално движение Алей, преди Арабската лига да призове за прекратяване на огъня на 17 октомври. Арабската лига подсилва Арабските възпиращи сили до 30 000 войници, повечето сирийски. Докато някои тежки битки продължават, до декември 1976 г. и януари 1977 г. повечето палестински и ливански групировки са се освободили от тежкото си въоръжение. Според Чарлз Уинслоу главната фаза на Ливанската гражданска война приключва през 1977 г.; до началото на 90-те години повечето насилие се приписва на войните за територия, прокси, междуобщностните и държавните войни. Хафез използва тероризъм и сплашване, за да разшири контрола си над Ливан. Джумблат загива при убийство през 1977 г., за което се твърди, че е поръчано от Сирия; през 1982 г. сирийски агенти убиват ливанския президент Башир Джемайел (който е подпомогнат да дойде на власт от израелците по време на войната в Ливан през 1982 г.). Джумблат и Джемайел се противопоставят на опитите на Хафез да доминира в Ливан. Хафез причинява провала на споразумението между Ливан и Израел от 1983 г. и чрез партизанска война принуди израелските отбранителни сили да се изтеглят в Южен Ливан през 1985 г. Тероризмът срещу палестинците и йорданските цели в средата на 80-те години осуетява сближаването между йорданския крал Хусеин I и Организацията за освобождение на Палестина, забавяйки йорданско-израелското сътрудничество на Западния бряг.

## Автокрация, наследство и смърт
Първият избор на наследник на Хафез ал-Асад е неговият брат Рифат ал-Асад – идея, която той издига още през 1980 г. и опитът за преврат на брат му отслабва институционализираната структура на властта, върху която той основава управлението си. Вместо да промени политиката си, Хафез се опитва да защити властта си, като усъвършенства своя модел на управление. Той дава по-голяма роля на сина си Басил ал-Асад, за когото се говори, че е планираният негов наследник; това разпалва ревност в правителството. На военна среща през 1994 г. началникът на щаба Шихаби казва, че тъй като Хафез иска да нормализира отношенията с Израел, сирийската армия трябва да изтегли войските си от Голанските възвишения. Хайдар отговаря ядосано: „Превърнахме се в нищожество. Дори не се консултираха с нас“. Когато чува за избухването на Хайдар, Хафез го заменя като командир на специалните сили с алавитския генерал-майор Али Хабиб. Съобщава се също, че Хайдар се е противопоставил на династическото наследство, като е пазил възгледите си в тайна до смъртта на Басил през 1994 г. (когато Хафез избира сина си Башар ал-Асад да го наследи); след това той открито критикува плановете на Хафез занаследяване. 
Абдул Халим Кадам, министър на външните работи на Сирия от 1970 до 1984 г., се противопоставя на династическото наследство на основание, че то не е социалистическо. Кадам казва, че Хафез никога не е обсъждал намеренията си за наследяване с членове на регионалното командване. До 90-те години сунитската фракция в ръководството застарява; алавитите, с помощта на Хафез, са получили нова кръв. Сунитите са в неизгодно положение, тъй като мнозина са против всякакъв вид династично наследяване. 
Когато се завръща в Сирия, Башар ал-Асад се записва във военната академия в Хомс. Бързо е повишен в бригаден командир и известно време служи в Републиканската гвардия. Той изучава повечето военни предмети, „включително командир на танков батальон, командване и щаб“ (последните два от които са необходими за висше командване в сирийската армия). Башар е повишен в подполковник през юли 1997 г. и в полковник през януари 1999 г. Официални източници приписват бързото му повишение на неговите „цялостни отлични постижения в курса за щабни офицери и в изключителния окончателен проект, който той представи като част от курса за командване и щаб“. С обучението на Башар, Хафез назначава ново поколение алавитски служители по сигурността, които да осигурят плановете му за наследяване. Смяната на Шихаби от Аслан като началник на щаба на 1 юли 1998 г. (Шихаби е смятан за потенциален наследник от външния свят) бележи края на дългото преустройство на апарата за сигурност. 
Скептицизмът към плана за наследяване на династията на Хафез е широко разпространен в правителството и извън него, като критиците отбелязват, че Сирия не е монархия.  До 1998 г. Башар ал-Асад навлиза в партията Баас, поемайки ливанския портфейл на Кадам (пост, който заема от 1970 г.). До декември 1998 г. Башар ал-Асад заменя Рафик ал-Харири, министър-председател на Ливан и едно от протежетата на Кадам, със Салим ал-Хус. Няколко протежета на Хафез, които са служили от 1970 г. или по-рано, са освободени от длъжност между 1998 г. и 2000 г. Те са уволнени не поради нелоялност към Хафез, а защото Хафез смята, че няма да подкрепят напълно наследяването на Башар ал-Асад. „Пенсионерите“ включват Мохамед ал-Хули, Насир Хайр Бек и Али Дуба. Сред новоназначените (лоялисти на Башар) са Бахджат Сулейман, генерал-майор Хасан Халил и генерал-майор Асеф Шаукат (зет на Асад). 
До края на 90-те години здравето на Хафез се влошава. Американски дипломати казват, че му е било трудно да остане концентриран и е изглеждал уморен по време на срещите им; той е смятан за неспособен да функционира повече от два часа на ден. Поради нарастващото му изолиране от държавните дела правителството свиква да работи без неговото участие в ежедневните дела. Твърди се, че почти всичките му административни задачи и дори голяма част от вземането на важни решения са били делегирани на дъщеря му Бушра, която е създала свой собствен офис до баща си в президентския дворец. Бушра, за която отдавна се смята, че е любимото дете на Хафез и, ако не е нейният пол, предпочитан кандидат за наследник, има отрицателно мнение за способността на Башар да наследи Хафез; твърди се, че тя предприема собствен опит да натрупа власт, за да го наследи. Неговият говорител пренебрегва спекулациите и официалната рутина на Хафез през 1999 г. е основно непроменена от предходното десетилетие. Хафез продължава да провежда срещи, пътувайки от време на време в чужбина; той посещава Москва през юли 1999 г. На 26 март 2000 г. той предприема друго рядко посещение в чужбина – до Женева, за да се срещне с американския президент Бил Клинтън.
На 10 юни 2000 г., на 69-годишна възраст, Хафез ал-Асад умира от инфаркт, докато разговаря по телефона с ливанския премиер ал-Хус. 40-дневен траур е обявен в Сирия и 7-дневен в Ливан след това. Египет, Иран, Йордания, Оман, Палестина, Либия, Мароко, Обединените арабски емирства, Йемен, Кувейт и Катар обявяват тридневен национален траур. Погребението му е три дни по-късно. Погребан е със сина си Басил в мавзолей в родния си град Кардаха. След смъртта му властта е прехвърлена на неговия син Башар с подкрепата на лоялисти на Баас, което прави Сирия първата арабска република, установила династична система. 